# Hermann Sternberg
Hermann Sternberg (Aachen, 27 de dezembro de 1825 – Karlsruhe, 18 de julho de 1885) foi um engenheiro civil alemão. foi Oberbaurat e professor do Polytechnikum Karlsruhe.
No Polytechnikum foi de 1861 a 1885 professor titular de engenharia hidráulica e construção de estradas e, principalmente, construção de pontes. Em 1866/1867 e 1875/1976 foi reitor do Polytechnikum.
Dentre seus alunos constam Hermann Zimmermann, Friedrich Engesser, Reinhold Krohn e August Föppl.
Uma estrada em Karlsruhe leva seu nome, a Sternbergstraße, localizada entre a Rintheimer Straße e a Gerwigstraße. 